# Fichtelita
La fichtelita és un mineral de la classe dels compostos orgànics. Rep el seu nom de la seva localització original a Fichtelgebirge, la seva localitat tipus.

## Característiques
La fichtelita és una substància orgànica de fórmula química C19H34. Cristal·litza en el sistema monoclínic.
Segons la classificació de Nickel-Strunz, la fichtelita pertany a «10.BA - Hidrocarburs» juntament amb els següents minerals: hartita, dinita, idrialita, kratochvilita, carpathita, ravatita, simonel·lita i evenkita.

## Formació i jaciments
Se n'ha trobat en fusta de pi fossilitzada d'una torbera, i en sediments marins moderns rics en matèria orgànica. Va ser descoberta l'any 1841 a Häusellohe, Selb, a la serralada de Fichtelgebirge (Baviera, Alemanya). També ha estat descrita a Mažice (Bohèmia, República Txeca), i a dues localitats de la regió eslovaca de Žilina: a Klin, al districte de Námestovo, i a Suchá Hora, al districte de Tvrdošín.